# Hipparchia pallida
Hipparchia pallida är en fjärilsart som beskrevs av Bubacek 1923. Hipparchia pallida ingår i släktet Hipparchia och familjen praktfjärilar. Inga underarter finns listade i Catalogue of Life.